# Ari Valvee
Ari Valvee, född 1 december 1960 i Eura, är en finländsk före detta fotbollsspelare. Hans moderklubb är Euran Pallo. 
Valvee spelade elva säsonger i Finlands dåvarande högsta division i fotboll, Mästerskapsserien. Han representerade då FC Haka och HJK. Mästerskapsserien ersattes sedermera av Tipsligan. 1984 representerade han Vasalunds IF i Division II. Valvee har spelat 47 A-landskamper för Finland.